# Kapitana Drake’a wyprawa po nieśmiertelność
Kapitana Drake’a wyprawa po nieśmiertelność (ang. The Immortal Voyage of Captain Drake) – amerykańsko-bułgarski film przygodowy z 2009 roku w reżyserii Davida Floresa.

## Opis fabuły
Rok 1592. Tajemniczy sułtan zleca dwóm rywalizującym ze sobą kapitanom znalezienie lekarstwa dla umierającego syna. Sir Francis Drake (Adrian Paul) i Don Sandovate (Temuera Morrison) wraz z załogami wyruszają na niezwykłą wyprawę.

## Obsada
- Adrian Paul jako sir Francis Drake
- Sofia Pernas jako Isabella Drake
- Temuera Morrison jako Don Sandovate
- Wes Ramsey jako Peter Easton